# Улица Военное Поле
Улица Вое́нное По́ле — улица на северо-западе Москвы в Хорошёвском районе Северного административного округа от улицы Куусинена.

## Происхождение названия
Улица была образована в начале 1950-х годов, в ходе застройки района Песчаных улиц. Она разделяла 5-й и 6-й кварталы застройки и носила проектное название 4-я Песчаная улица. Однако официального названия улица не получила и долгое время значилась в документах как проектируемый проезд № 2169.
Проектируемый проезд № 2169 получил название улица Военное Поле в июне 2021 года с целью сохранения исторического топонима «Военное поле» (с 1922 года Октябрьское Поле). Улица расположена рядом со станцией «Зорге», которую построили на месте бывшей остановки Московской окружной железной дороги «Военное Поле». В XIX—начале XX века часть Ходынского поля занимали военные лагеря (отсюда название «Военное Поле») — пехотный, артиллерийский, юнкерского училища, несколько казачьих и другие. Остановку построили для удобства перемещения солдат и провизии. В 2016 году «Архнадзор» предлагал переименовать только что построенную станцию «Зорге» в «Военное Поле», однако тогда правительство Москвы это не поддержало.

## Описание
Улица начинается от улицы Куусинена, проходит на запад, пересекает улицу Зорге и оканчивается в промышленной зоне к югу от станции «Зорге».